# Wormaldia pheromonia
Wormaldia pheromonia is een fossiele soort schietmot uit de familie Philopotamidae.